# Lijst van voetbalinterlands Aruba - Saint Lucia
Deze lijst van voetbalinterlands is een overzicht van alle officiële voetbalwedstrijden tussen de nationale teams van Aruba en Saint Lucia. De landen speelden tot op heden ier keer tegen elkaar. De eerste ontmoeting, een kwalificatiewedstrijd voor het Wereldkampioenschap voetbal 2014, werd gespeeld in Oranjestad op 8 juli 2011. Het laatste duel, een kwalificatiewedstrijd voor het Wereldkampioenschap voetbal 2026, vond plaats op 11 juni 2024 in Bridgetown (Barbados).

## Wedstrijden
| № | Plaats       | Datum         | Competitie                                   | Wedstrijd           | Uitslag |
| - | ------------ | ------------- | -------------------------------------------- | ------------------- | ------- |
| 1 | Oranjestad   | 8 juli 2011   | WK 2014 kwalificatie                         | Aruba – Saint Lucia | 4 – 2   |
| 2 | Castries     | 12 juli 2011  | WK 2014 kwalificatie                         | Saint Lucia – Aruba | 4 – 2   |
| 3 | Saint John's | 22 maart 2019 | CONCACAF Nations League 2019/20 kwalificatie | Saint Lucia − Aruba | 3 − 2   |
| 4 | Bridgetown   | 11 juni 2024  | WK 2026 kwalificatie                         | Saint Lucia − Aruba | 2 − 2   |

## Samenvatting
| Competitie                           | Totaal gespeeld | Winst Aruba | Gelijk | Winst Saint Lucia | Doelsaldo Aruba – Saint Lucia |
| ------------------------------------ | --------------- | ----------- | ------ | ----------------- | ----------------------------- |
| WK-kwalificatie                      | 3               | 1           | 1      | 1                 | 8 − 8                         |
| CONCACAF Nations League-kwalificatie | 1               | 0           | 0      | 1                 | 2 − 3                         |
| Totaal                               | 4               | 1           | 1      | 2                 | 10 − 11                       |

Wedstrijden bepaald door strafschoppen worden, in lijn met de FIFA, als een gelijkspel gerekend.
AVB · A-internationals · Arubaans vrouwenelftal · Olympisch elftal
Amerikaanse Maagdeneilanden ·
Antigua en Barbuda ·
Barbados ·
Bermuda ·
Britse Maagdeneilanden ·
Canada ·
Costa Rica ·
Cuba ·
Curaçao ·
Dominica ·
Dominicaanse Republiek ·
El Salvador ·
Grenada ·
Guam ·
Guyana ·
Haïti ·
Jamaica ·
Kaaimaneilanden ·
Montserrat ·
Nederlandse Antillen ·
Panama ·
Puerto Rico ·
Saint Kitts en Nevis ·
Saint Lucia ·
Saint Vincent en de Grenadines ·
Suriname ·
Turks- en Caicoseilanden ·
Venezuela
SLFA · Saint Luciaans vrouwenelftal
Amerikaanse Maagdeneilanden ·
Anguilla ·
Antigua en Barbuda ·
Aruba ·
Barbados ·
Bermuda ·
Britse Maagdeneilanden ·
Canada ·
Cuba ·
Curaçao ·
Dominica ·
Dominicaanse Republiek ·
El Salvador ·
Grenada ·
Guatemala ·
Guyana ·
Haïti ·
Jamaica ·
Kaaimaneilanden ·
Montserrat ·
Nederlandse Antillen ·
Panama ·
Puerto Rico ·
Saint Kitts en Nevis ·
Saint Vincent en de Grenadines ·
San Marino ·
Suriname ·
Trinidad en Tobago ·
Turks- en Caicoseilanden